# Daniel Ings
Daniel Ings (Wiltshire, Inglaterra, 30 de noviembre de 1985) es un actor británico, interpretó a Luke Curran en la serie de comedia para Netflix Lovesick y al mejor amigo del principe Felipe de Edimburgo, Michael Parker en la serie The Crown.

## Vida y carrera
Ings asistió a Dauntsey's School en Wiltshire, seguido de la Universidad de Lancaster, donde estudió teatro y se graduó en 2008. Más tarde, Ings se formó en la Escuela de Teatro de Bristol Old Vic y en el Teatro Nacional de la Juventud.
Ings ha aparecido en varios teatros, cortometrajes y programas de televisión. Su papel más notable hasta la fecha es el del mejor amigo de Playboy, Luke, en la comedia romántica de Netflix Lovesick. También son notables los papeles de Jake en la comedia de Channel 4 Pete vs. Life, Kelvin en la comedia dramática de la BBC Psychoville y John en la comedia de Sky 1 The Café en noviembre del 2011.
También apareció como el "director de producción" sin escrúpulos Matt Taverner en el falso documental W1A (2014-2015) de BBC2 y como el comandante Mike Parker en la serie de Netflix The Crown (2016-2017). En el 2018, comenzó a interpretar al esposo del personaje principal de Alan Cumming en la serie dramática de televisión de CBS Instinct.
Más recientemente, apareció como Francis Marindin en la serie The English Game de Julian Fellowes para Netflix y como Cob, el marido amargado de Suzie de Billie Piper en la aclamada serie de Sky Atlantic I Hate Suzie.